# 김태윤 (배우)
김태윤(1985년 11월 6일 ~ )은 대한민국의 배우이다.

## 학력
- 한국예술종합학교 연극원 연기과 학사

## 출연작

### 영화
- 《공수도》 (2020년) - 진혁 역
- 《밖》 (2015년) - 재규 역
- 《개아빠》 (2015년)
- 《네버다이 버터플라이》 (2013년) - 진명호 역
- 《외로워서 그랬어요》 (2012년)
- 《단추》 (2012년) - 전희원 역
- 《U.F.O.》 (2012년) - 정영규 역
- 《밀월도 가는 길》 (2012년) - 종혁 역
- 《결정적 한방》 (2011년) - 후배 역
- 《사물의 비밀》 (2011년) - 청년들 역
- 《고지전》 (2011년) - 춘천 국군 포로 2 역
- 《다문 입술》 (2010년) - 창석 역
- 《방문자》 (2006년) - 건 역
- 《머리 위에 숯불》 (2006년) - 인수 역

### 드라마
- 《얘네들 MONEY?!》 (2016년, 네이버 TV캐스트) - 김철석 역
- 《치즈인더트랩》 (2016년, tvN)
- 《화려한 유혹》 (2015년, MBC)
- 《두번째 스무살》 (2015년, tvN)
- 《결혼 이야기》 (2015년, KBS2)
- 《전설의 마녀》 (2014년~2015년, MBC) - 상우 역
- 《쓰리 데이즈》 (2014년, SBS)
- 《응답하라 1994》 (2013년, tvN)
- 《인생은 아름다워》 (2010년, SBS)

### 연극
- 《연변엄마》 (2011년)
- 《디아제팜,삼촌》 (2008년)

### 뮤지컬
- 《올슉업》 (2015년) - 딘 하이드 역